# (2459) Spellmann
(2459) Spellmann (1980 LB1) – planetoida z pasa głównego asteroid okrążająca Słońce w ciągu 5,26 lat w średniej odległości 3,02 j. Odkryta 11 czerwca 1980 roku.